# SMIM9
SMIM9 (англ. Small integral membrane protein 9) – білок, який кодується однойменним геном, розташованим у людей на довгому плечі X-хромосоми. Довжина поліпептидного ланцюга білка становить 99 амінокислот, а молекулярна маса — 10 777.
| 10         |  | 20         |  | 30         |  | 40         |  | 50         |
| ---------- |  | ---------- |  | ---------- |  | ---------- |  | ---------- |
| MEPQKLLIIG |  | FLLCSLTCLL |  | LETVASSPLP |  | LSALGIQEKT |  | GSKPRSGGNH |
| RSWLNNFRDY |  | LWQLIKSALP |  | PAAIVAFLLT |  | SALMGILCCF |  | TILVVDPVH  |

A: Аланін

C: Цистеїн

D: Аспарагінова кислота

E: Глутамінова кислота

F: Фенілаланін

G: Гліцин

H: Гістидин

I: Ізолейцин

K: Лізин

L: Лейцин

M: Метіонін

N: Аспарагін

P: Пролін

Q: Глутамін

R: Аргінін

S: Серин

T: Треонін

V: Валін

W: Триптофан

Локалізований у клітинній мембрані, мембрані.